# 2月11日
2月11日是公历（平年）一年中的第42天，离全年结束还有323天（闰年则还有324天）。

## 大事记

### 前7世紀
- 前660年：日本首位天皇神武天皇在大和國橿原神宮正式即位，建立最早的日本朝廷。

### 19世紀
- 1808年：美國發明家傑西·費爾首次在賓夕法尼亞州威爾克斯-巴里測試無煙煤提供住宅供暖的效果。
- 1826年：湯瑪斯·坎貝爾和亨利·布魯厄姆創辦倫敦大學，為英國第一所世俗大學。
- 1855年：石达开率太平军在江西湖口大败曾国藩的湘军。
- 1873年：在西班牙國王阿瑪迪奧一世退位後，西班牙國會宣布成立西班牙第一共和國。
- 1889年：日本公佈《大日本帝國憲法》
- 1895年：北洋水師於威海衛之戰中全軍覆沒，提督丁汝昌誓死不降並服鴉片自殺，至次日死亡。
- 1897年：商务印书馆在上海成立。

### 20世紀
- 1919年：德国社会民主党主席弗里德里希·艾伯特出任首任總統。
- 1928年：第二届冬季奥林匹克运动会在瑞士的圣莫里茨举行。这是第一场独自举行的真正意义的冬季奥林匹克运动会，因为它与夏季奥林匹克运动会完全无关。本次运动会也取代了早期四年一届的北欧运动会。
- 1929年：意大利王国与圣座签订《拉特朗条约》解决罗马问题，建立主权独立的梵蒂冈。
- 1936年：卓别林的無聲電影《摩登时代》在伦敦上演。
- 1938年：英國廣播公司改編捷克作家卡雷爾·恰佩克的舞臺劇《R.U.R.羅梭的萬能工人》後播出，成為世界上第一部科幻電視作品。
- 1957年：香港受西伯利亞東部強烈寒潮南下影響，香港天文台於當日上午7時至8時間錄得2.4°C低溫，創下自1885年有紀錄以來全年第2低溫及二月份最低溫紀錄。山頂及新界多處地區結冰，多人凍死。[1][2][3]
- 1963年：中国共产党开展「四清运动」。
- 1967年：文化大革命：“二月逆流”
- 1971年：在联合国的发起下，63个国家分别在华盛顿、伦敦和莫斯科签署《禁止在海底试验核武器条约》。
- 1979年：随着伊朗军方宣布保持中立，大阿亚图拉鲁霍拉·霍梅尼及其支持者接管政府。
- 1990年：南非非洲民族议会领袖纳尔逊·曼德拉在监禁27年后，从维克托·韦斯特监狱释放。
- 1991年：众多原住民、少数群体、争端领地和有限承认国家代表共同建立无代表国家和民族组织。

### 21世紀
- 2001年：美国、英国、法国、德国、日本和中国六国科研机构共同组成的国际人类基因组公布了人类基因组图谱及初步分析结果。
- 2001年：電腦蠕蟲病毒安娜·庫妮可娃病毒由一名20歲的荷蘭學生發布，並影響全球數百萬用戶。
- 2003年：中國廣東爆發非典型肺炎（SARS），此後不斷蔓延，並影響香港及海外。
- 2009年：一顆美國商業通信衛星銥星與一顆俄羅斯衛星發生碰撞，這是人類有史以來首次近地軌道衛星碰撞事件。
- 2011年：随着埃及爆发一系列抗议活动，胡斯尼·穆巴拉克宣布辞去埃及总统职务。
- 2012年：美國流行音樂歌手惠妮·休斯頓被發現於加利福尼亞州比弗利希爾頓酒店內意外身亡。
- 2013年：教宗本篤十六世以個人健康與年齡問題宣布辭職，成為近六百年來首位辭任退位的教宗。

## 出生
- 885年：唐末帝李從珂，後唐皇帝。（937年逝世）
- 1466年：約克的伊莉莎白，英格蘭王后。（1503年逝世）
- 1745年：伊能忠敬，日本江戶時代地圖測繪家。（1818年逝世）
- 1818年：伯納德·馬奎爾，愛爾蘭裔美國天主教牧師和耶穌會士。（1886年逝世）
- 1839年：喬賽亞·威拉德·吉布斯，美國科學家。（1903年逝世）
- 1847年：湯瑪斯·愛迪生，美國发明家。（1931年逝世）
- 1861年：西鄉菊次郎，日本外交官、政治人物。（1928年逝世）
- 1869年：海倫·克勒勒-米勒，德國藝術收藏家。（1939年逝世）
- 1878年：卡濟米爾·謝韋里諾維奇·馬列維奇，俄羅斯至上主義創始人、構成主義、幾何抽象派畫家。（1935年逝世）
- 1878年：彼澤·呂克貝爾，丹麥商人、游泳運動員。（1944年逝世）
- 1898年：利奧·西拉德，匈牙利裔美國核物理學家、發明家。（1964年逝世）
- 1900年：侯雨利，台灣布商、企業家。（1989年逝世）
- 1904年：露西爾·朗東，法國修女、超級人瑞。（2023年逝世）
- 1909年：薩圖尼諾·德拉富恩特，西班牙超級人瑞。（2022年逝世）
- 1915年：理察·衛斯里·漢明，美國數學家。（1998年逝世）
- 1920年：鄧玉祥，台灣教育工作者。（1997年逝世）
- 1921年：秦孝儀，台灣政治人物。（2007年逝世）
- 1925年：維吉尼亞·強生，性學家與心理學家，與威廉·麥斯特是以科學研究人類性行為的先驅者。（2013年逝世）
- 1928年：田宮謙次郎，日本棒球選手。（2010年逝世）
- 1932年：卡萊爾·格林，格瑞那達政治人物，曾任格瑞那達總督。（2021年逝世）
- 1934年：梅爾·卡納漢，美國政治人物，前任密蘇里州州長。（2000年逝世）
- 1934年：曼紐爾·諾列加，巴拿馬政治人物、軍事獨裁者。（2017年逝世）
- 1934年：瑪麗斯·孔戴，法國作家。（2024年逝世）
- 1940年：有本欽隆，日本男性聲優、演員。（2019年逝世）
- 1940年：唐十郎，日本劇作家、劇場導演、演員。（2024年逝世）
- 1947年：布川郁司，日本動畫製作人、演出家。（2022年逝世）
- 1947年：鳩山由紀夫，日本政治人物，第93任日本內閣總理大臣。
- 1948年：桂宮宜仁親王，日本天皇明仁堂弟。（2014年逝世）
- 1950年：伊琳卡·米特雷娃，馬其頓政治人物。（2022年逝世）
- 1953年：傑布·布希，美國共和黨政治人物，第43任佛羅里達州州長，老布希次子，小布希弟弟
- 1957年：蒂娜·安巴尼，印度女慈善家、電影演員。
- 1959年：全光烈，韓國男演員。
- 1959年：准·梅尔克，德國指揮家。
- 1964年：莎拉·佩林，美國政治人物，第9任阿拉斯加州州長。
- 1964年：阿爾卡季·沃洛日，俄羅斯企業家、計算機科學家、投資者、慈善家，Yandex共同創辦人。
- 1967年：陳政賢，台灣棒球選手。
- 1968年：王識賢，台灣男歌手、演員。
- 1969年：小畑健，日本漫畫家。
- 1969年：珍妮佛·安妮斯頓，美國女演員。
- 1970年：喬希·格林，美國政治人物，現任夏威夷州州長
- 1972年：辛龍，台灣歌手、演員、主持人。
- 1973年：全道嬿，韓國女演員。
- 1974年：王艳，中國女演員。
- 1975年：彭秀慧，香港藝人、演員。
- 1977年：麥克·篠田，美國音樂家、唱片製作人，樂團聯合公園及黑暗堡壘成員
- 1979年：布蘭蒂，美國R&B歌手、演員、電影製作人、音樂製作人。
- 1981年：莊瑋全，台灣棒球選手。
- 1982年：觀月雛乃，日本前AV女優。
- 1982年：娜塔莉·多莫，英國電影、電視演員。
- 1982年：尼爾·羅伯森，澳大利亞職業司諾克選手。
- 1983年：黃聖依，中國女演員。
- 1983年：賈里德·艾薩克曼，美國企業家、飛行員、慈善家、商業太空人。
- 1984年：符瓊音，台灣歌手。
- 1984年：黃正偉，台灣棒球選手。
- 1986年：加夫列尔·博里奇，智利政治人物，現任智利總統。
- 1987年：埃爾文·祖卡諾維奇，波黑足球运动员。
- 1987年：貝亞特·福伊茨，瑞士男子高山滑雪運動員。
- 1988年：李純，中國歌手。
- 1990年：黃燦盛，韓國男子偶像團體2PM成員。
- 1991年：吳承勳，韓國男演員。
- 1992年：金桐俊，韓國男演員，男子偶像團體ZE:A前成員。
- 1992年：泰勒·洛納，美國男演員、模特兒
- 1993年：李大烈，韓國男子偶像團體Golden Child隊長。
- 1993年：伯遠，中國男子偶像團體INTO1成員。
- 1993年：卡爾·蓋格爾，德國男子跳台滑雪運動員。
- 1994年：徐智秀，韓國女子偶像團體Lovelyz成員。
- 1994年：羅曼·佐布寧，俄罗斯足球运动员。
- 1994年：丹斯比·史瓦森，美國職業棒球運動員。
- 1995年：沈以诚，中國歌手。
- 1996年：木崎由里亞，日本女子偶像團體SKE48成員。
- 1996年：，德國職業足球運動員。
- 1996年：丹尼爾·梅德韋傑夫，俄羅斯職業網球運動員。
- 1997年：Rosé，韓國女子偶像團體BLACKPINK成員。
- 1997年：張大贤，韓國男子偶像團體WEi成員。
- 1997年：LINION，台灣男歌手。
- 1997年：麗莎·維卡里，德國女演員。
- 1998年：凱利德，美國男歌手、詞曲作家。
- 1999年：李燦，韓國男子偶像團體SEVENTEEN成員。
- 1999年：安德里·盧寧，烏克蘭職業足球運動員。
- 2001年：郭金城，中國無臂殘疾人游泳運動員。
- 2003年：張星特，中國歌手。
- 生年不詳：吉原由起，日本漫畫家。

## 逝世
- 641年：希拉克略，拜占庭皇帝。（575年出生）
- 1503年：約克的伊莉莎白，英格蘭王后。（1466年出生）
- 1650年：勒奈·笛卡爾，法國、哲學家、數學家、物理學家。（1596年出生）
- 1754年：荻生北溪，日本江戶時代儒學家。（1673年出生）
- 1828年：迪威特·柯林頓，美國政治家、博物學家，曾任聯邦參議員、紐約市市長和紐約州州長。（1769年出生）
- 1844年：為永春水，日本江戶時代作家、商人。（1790年出生）
- 1848年：托馬斯·科爾，美國風景畫家，哈德遜河派創始人。（1801年出生）
- 1900年：埃米爾·布朗夏爾，法國昆蟲學家、動物學家。（1819年出生）
- 1900年：飯島光峨，日本畫家。（1829年出生）
- 1931年：查爾斯·阿爾傑農·帕爾森斯，英國-愛爾蘭工程師。（1854年出生）
- 1946年：約翰·杜貝，南非作家、教育家、政治人物。（1871年出生）
- 1946年：鳥居信平，日本水利工程師。（1883年出生）
- 1948年：谢尔盖·爱森斯坦，蘇聯電影導演和電影藝術理論家。（1893年出生）
- 1986年：法蘭克·赫伯特，美國科幻小說作家。（1920年出生）
- 1990年：湯姆·布倫南，美國NBA聯盟職業籃球運動員。（1930年出生）
- 1999年：蕭乾，中國作家、翻譯家。（1910年出生）
- 2003年：馬三立，中國相聲泰斗。（1914年出生）
- 2005年：瑪麗·傑克遜，美國數學家、航空航天工程師。（1921年出生）
- 2006年：彼得·本奇利，編劇、小說《大白鯊》作者。（1940年出生）
- 2007年：黃海岱，台灣雲林人，布袋戲國寶級大師，知名布袋戲操偶藝師及著名布袋戲劇團「五州園」的創始人，被尊稱為台灣「通天教主」。（1901年出生）
- 2010年：班乃信，前香港政府官員。（1932年出生）
- 2010年：亞歷山大·麥昆，英国時裝設計師。（1969年出生）
- 2012年：王桂榮，臺灣企業家。（1931年出生）
- 2012年：，美國黑人歌手。（1963年出生）
- 2016年：曾雪麟，前中國國家足球隊主教練。（1929年出生）
- 2016年：托馬斯·N·希巴德，美國數學家、計算機科學家。（1929年出生）
- 2018年：艾西瑪·賈汗吉爾，巴基斯坦女律師。（1952年出生）
- 2021年：艾沙道爾·辛格，美國數學家。（1924年出生）
- 2022年：洪瑞松，臺灣心臟科醫生。（1936年出生）
- 2023年：汉斯·莫德罗，德國政治人物，前任德意志民主共和國部長會議主席。（1928年出生）
- 2023年：阿納托利·格里戈里耶夫，俄羅斯醫學家、生理學家。（1943年出生）
- 2024年：趙安吉，華裔美國企業家。（1973年出生）
- 2024年：陳俊翰，臺灣律師、會計師、身心障礙政策倡議者。（1983年出生）
- 2024年：凱爾文·基普圖姆，肯亞男子田徑運動員。（1999年出生）

## 节假日和习俗
- 日本：建國紀念之日
- 伊朗：伊斯蘭革命勝利日